# قانون سنة ويوم
يرتبط قانون حكم السنة ويوم بمعيار القانون العام السابق الذي ينص على أن الوفاة لا يمكن أن تُعزى قانونيًا إلى أفعال أو تقصير حدث قبل أكثر من عام ويوم من الوفاة. يرتبط في مكان آخر بالحد الأدنى من العقوبة على جريمة باعتبارها جناية.

## الحكم وجريمة القتل
في القانون العام الإنجليزي، لا تُعد الوفاة بشكل قاطع جريمة قتل متعمد (أو أي جريمة قتل أخرى) إذا حدثت بعد أكثر من عام ويوم واحد منذ الفعل (أو الإغفال) الذي يُزعم أنه كان سببها. تنطبق القاعدة أيضًا على جريمة المساعدة في الانتحار.
تنشأ مشاكل معينة مع هذا الحكم مع تقدم الطب. يمكن لتكنولوجيا دعم الحياة أن تمد الفترة الفاصلة بين الفعل القاتل والوفاة اللاحقة. يمنع تطبيق حكم عام ويوم ملاحقات القتل، ليس بسبب وقائع القضية، بل بسبب التدخل الناجح للأطباء في إطالة العمر. بالإضافة إلى ذلك، قد تساعد التطورات في الطب الشرعي المحكمة على تحديد أن الفعل كان سببًا للوفاة على الرغم من أنه تم تنفيذه في وقت بعيد إلى حد ما في الماضي.
إنجلترا وويلز، أيرلندا الشمالية  
أُلغي الحكم بموجب قانون لتعديل القانون السابق عليه (حكم العام ويوم) لعام 1996. تمت الآن مراجعة القانون الإنجليزي والويلزي وقانون إيرلندا الشمالية بشكل كبير بحيث إذا ثبت أن إجراءً محددًا هو سبب الوفاة، يمكن لذلك أن يشكل جريمة قتل بغض النظر عن الوقت الفاصل. لا يعفي إلغاء القاعدة المقاضاة من التزامها بإثبات عنصر النية الإجرامية؛ في حالة القتل، يكون المتهم مقصودًا إما بأنه تسبب في الوفاة أو الإصابة الخطيرة.
يُطلب إذن المدعي العام لإنجلترا وويلز أو المدعي العام لأيرلندا الشمالية لأي محاكمة يُزعم فيها أن الوفاة حدثت بعد أكثر من ثلاث سنوات من الفعل المسبب، أو عندما يكون الجاني قد أدين سابقًا بارتكاب جريمة فيما يتعلق بالوفاة.

## متى لا تطبق القاعدة على أنها قتل
السلطات القضائية التي لم تُطبق القاعدة فيها أبدًا
أُدرجت البلدان التالية في التقرير المتعلق بقاعدة العام واليوم في جرائم القتل مع ملاحظة أن «القاعدة لم تُطبق أبدًا»:
- النمسا
- فرنسا
- ألمانيا
- اليونان
- إيطاليا
- بولندا
- اسكتلندا
- جنوب أفريقيا
- هونج كونج

أُلغيت القاعدة «لجميع الأغراض» في هونغ كونغ بموجب المادة  33c من قانون الجرائم ضد الأشخاص (المضاف بموجب المرسوم رقم 32 لعام 2000) بناءً على توصية لجنة القانون في هونغ كونغ؛ ولم تعتبر اللجنة أنه من الضروري تحديد فترة زمنية تتطلب الملاحقات وذلك بعد موافقة وزير العدل.

## عقوبة المجرمين
سنة ويوم هي الحد الأدنى لعقوبة الحبس في الجنايات في العديد من الولايات القضائية، وهي واحدة من السمات الرئيسية التي تميز الجنايات عن الجنح. بالنسبة لبعض الجرائم، يكون هذا الحد الأدنى للعقوبة، كما هو معتاد في البلدان الناطقة باللغة الإنجليزية والتي تطبق القانون العام، قد لا يترتب على الجنح عقوبة لمدة عام أو أكثر (ومن ثم، «أحد عشر شهرًا وتسعة وعشرين يومًا») بينما يُعاقب على الجنايات تقليديًا بالحبس لأكثر من سنة، أي «سنة ويوم». علاوة على ذلك، في العديد من الولايات القضائية، لا يحق للسجناء الإفراج المشروط إلا إذا كانت عقوبتهم أطول من عام؛ بفرض عقوبة لمدة عام ويوم، يمكن للقضاة أن يعرضوا على المتهمين فرصة للإفراج المشروط. في النظام الفيدرالي للولايات المتحدة، فقط الأحكام التي تزيد عن عام واحد هي التي تسمح للسجناء بالحصول على إطلاق سراح مبكر لحسن السلوك في أثناء وجودهم في السجن. نتيجة لذلك، يمكن أن يؤدي الحكم بسنة ويوم إلى قضاء مدة أقل من عقوبة العام.